# شیرین عبادی
شیرین عبادی (زادهٔ ۳۰ خرداد ۱۳۲۶) حقوق‌دان، قاضی سابق دادگاه، فعال حقوق بشر، مدرس دانشگاه، نویسندهٔ ایرانی و از بنیان‌گذاران کانون مدافعان حقوق بشر و انجمن حمایت از حقوق کودکان است. او نخستین قاضی زن در ایران است که رئیس دادگاه بوده و نخستین ایرانی است که جایزه صلح نوبل گرفته است. عبادی در سال ۱۳۴۴ در مقطع کارشناسی حقوق در دانشگاه تهران آغاز به تحصیل کرد. او در سال ۱۳۴۸ در آزمون قضاوت وزارت دادگستری قبول شد و فعالیتش را به عنوان قاضی در تهران آغاز کرد. همزمان تحصیلات خود را ادامه داده و در سال ۱۳۵۰ خورشیدی فوق لیسانس حقوق خصوصی را از دانشگاه تهران کسب کرد.
عبادی دفاع بسیاری از پرونده‌های مخالفان سیاسی و چهره‌های فرهنگی و مطبوعاتی را در ایران برعهده داشته است که وکالت داریوش فروهر و همسرش پروانه اسکندری
و نیز عزت‌الله ابراهیم‌نژاد از جمله آن‌ها هستند. او در ۱۳۷۸ به همراه محسن رهامی مدارکی را نشان داد که برخی مقامات حکومتی در قتل و شکنجه دانشجویان در حمله به کوی دانشگاه تهران دست داشته‌اند، و موجب تشکیل یکی از بزرگ‌ترین پرونده‌های قضایی دهه ۱۳۷۰ به نام پرونده نوارسازان شد. این موضوع باعث شد که او و امیر فرشاد ابراهیمی بازداشت شوند. او همچنین وکالت حبیب‌الله پیمان، عبّاس معروفی و فرج سرکوهی را در کارنامه دارد. او در سال ۱۳۸۱ خورشیدی در تدوین پیش‌نویس قانون حمایت از کودکان و نوجوانان که بعداً به تصویب مجلس رسید همکاری داشت.
کمیتهٔ جایزهٔ صلحِ نوبل در سالِ ۲۰۰۳ میلادی جایزه‌اش را به دلیل تلاش عبادی برای ترویج مردم‌سالاری و رعایت حقوق بشر در ایران به ویژه در مورد حقوق زنان و کودکان به او اهدا کرد. او نخستین ایرانی است که این جایزه را دریافت می‌کند. محمد خاتمی، رئیس‌جمهور وقت ایران، در واکنش به این جایزه ضمن ابراز خشنودی گفت «جایزه صلح نوبل چندان مهم نیست» و ملاک‌های این جایزه سیاسی‌اند. در سال ۲۰۰۴ میلادی فوربز او را یکی از «صد زن قدرت‌مند جهان» دانست. عبادی در سال ۱۳۸۵ یکی از حامیان اولیه و مشاوران کمپین یک میلیون امضا علیه حجاب اجباری در ایران بود. او از خردادِ ۱۳۸۸ خارج از ایران زندگی می‌کند.

## زندگی شخصی

### کودکی و نوجوانی
شیرین عبادی ۳۰ خردادِ ۱۳۲۶ در همدان در خانواده‌ای مسلمان به دنیا آمد. والدینش برخلاف فرهنگ رایج آن زمان تبعیضی بین فرزندان دختر و پسر اعمال نمی‌کردند.
پدرش، محمّدعلی عبادی، یکی از اولین استادان حقوق تجارت ایران بود. هنگام تولد، پدرش ریاست اداره ثبت شهر همدان را بر عهده داشت. پدر او کتاب‌های زیادی نوشته بود و در آستانه انتخاب به عنوان معاون وزیر کشاورزی بود ولی بعد از کودتای ۲۸ مرداد و برکناریِ محمّد مصدّق او هم از شغلش برکنار شد. پدرش در سال ۱۹۹۳ میلادی درگذشت. او دو خواهر و یک برادر دارد که همه آن‌ها تحصیلات دانشگاهی دارند. خانواده عبادی هنگامی که او یک سال داشت به تهران نقل مکان کردند. او دورهٔ دبیرستان را در دبیرستان‌های انوشیروان دادگر و رضاشاه کبیر به اتمام رساند.

### ازدواج
او در بهار ۱۳۵۴ با یک مهندس به نام «جواد توسلیان» آشنا شد. شش ماه بعد در ۲۸ سالگی با او ازدواج کرد. حاصل این ازدواج دو فرزند دختر به نام‌های نگار و نرگس هستند. نگار در دانشگاه‌های شریف، مک گیل و جورجیا مهندسی برق خوانده و استادیار مؤسسه فناوری استیونز در نیویورک است. نرگس در دانشگاه تهران حقوق خوانده و اکنون در انگلستان خبرنگار و تحلیل‌گر حقوقی است. عبادی بعد از رویدادهایی که منجر به پخش یک برنامه علیه او در صدا و سیمای ایران شد، در تبعید از همسرش جدا شد.

## قضاوت و انقلاب ۱۳۵۷

### دانشگاه و قضاوت
او در سال ۱۳۴۴ وارد دانشکده حقوق دانشگاه تهران شد؛ و بعد از سه سال و نیم مدرک لیسانس خود را کسب کرد، بلافاصله در آزمون قضاوت دادگستری شرکت کرد و قبول شد. پس از شش ماه کارآموزی قضاوت، در اسفند ۱۳۴۸ به عنوان قاضی رسماً کار خود را شروع کرد. او جزو نخستین قاضیان زن در ایران بود عبادی به موازات قضاوت در دادگاه به ادامهٔ تحصیل پرداخت و در رشتهٔ حقوق خصوصی در سال ۱۳۵۰ از دانشگاه تهران با درجهٔ ممتاز به مدرک فوق لیسانس دست پیدا کرد. پس از کار در سطوح مختلف دادگستری، در سال ۱۳۵۴ به ریاست شعبه ۲۴ دادگاه شهرستان نائل آمد.
شیرین عبادی اولین زن در تاریخ دادگستری ایران است که به ریاست دادگاه برگزیده شده و از سال ۱۳۵۴ تا انقلاب سال ۱۳۵۷ در این سمت فعالیت داشته است.

### انقلاب اسلامی و بازنشستگی
پس از سقوط حکومت شاهنشاهی، جمهوری اسلامی در بهمن ۱۳۵۷ عبادی و دیگر زنان قاضی را از مقام قضاوت برکنار کرد و آن‌ها را به کارهای اداری گماشتند. پس از آن، شیرین عبادی منشی دادگاهی شد که پیشتر رئیس آن بود. بعد از اعتراض زنان قاضی به این وضع، آن‌ها را به عنوان کارشناس در دادگستری به خدمت گماردند. او تا چند سال به عنوان کارشناس در قوه قضائیه ماند ولی پس از آنکه سال‌های کارش در سیستم قضایی ایران به ۱۵ سال رسید، با استفاده از قانون استخدام درخواست بازنشستگی پیش از موعد کرد. به گفتهٔ عبادی: «ادامهٔ این وضع برای من غیرقابل تحمل بود بنابراین تقاضای بازنشستگی قبل از موعود کردم و با آن موافقت شد». چون کانون وکلای دادگستری مدت‌ها پس از انقلاب بازگشایی نشده بود و به وسیلهٔ قوه قضائیه اداره می‌شد، بنابراین با درخواست وکالت عبادی هم موافقت نمی‌شد و او عملاً چندین سال خانه‌نشین شد. او از این «بازنشستگی اجباری» برای تحقیق، نوشتن، انتشار کتاب و مقالاتی در زمینه حقوقی استفاده کرد. با تصویب قانون مجازات اسلامی که در آن دیه زن نصف مرد تعیین شده بود، مقاله‌ای جنجالی منتشر کرد و در آن توضیح داد که بر اساس قانون جدید، دیه زن معادل دیه بیضه یک مرد است. در این مدت به تألیف چند کتاب و انتشار مقالات متعددی در نشریات و روزنامه‌های ایران پرداخت. در مدت انتظار برای صدور پروانه وکالتش او دوره‌های حقوق بشر را در دانشگاه تهران درس می‌داد.

## وکالت‌های جنجالی

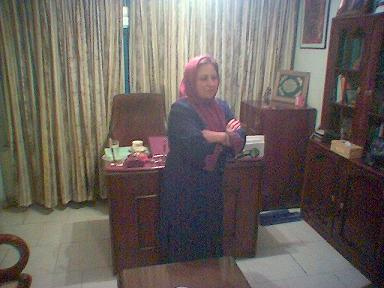
شیرین عبادی در دفتر وکالتش، فروردین ۱۳۸۵ خورشیدی

در سال ۱۳۷۱، بعد از استقلال کانون وکلا و کاهش نفوذ قوه قضاییه، پروانهٔ وکالت او صادر شد و دفتر وکالت خود را تأسیس کرد. شیرین عبادی پس از اخذ پروانهٔ وکالت، دفاع از پرونده‌های جنجالی بسیاری از جمله مخالفین سیاسی را پذیرفت و به گفته خودش تصمیم گرفت از موکلانی دفاع کند «که حقوقشان با قوانین ناعادلانه تضییع شده بود».

### پرونده‌های کودکان
سال ۱۳۷۴ او به صورت رایگان وکالت خانواده دختری یازده ساله به‌نام «لیلا» را برعهده گرفت که قربانی تجاوز سه مرد شده بود، مجرم ردیف اول در سلول انفرادی خودکشی کرد. دادگاه دو متهم دیگر را به اعدام محکوم کرد اما به‌علت اینکه در ایران دیه زن نصف دیه مرد است قوه قضاییه شرط اعدام متجاوزین را پرداخت تفاوت دیه زن و مرد توسط خانواده لیلا به حساب دولت دانست. پس از اعتراض خانواده لیلا و بازتاب گسترده ماجرا در رسانه‌ها با دستور محمود هاشمی شاهرودی (رئیس وقت قوه قضاییه) تفاوت دیه از حساب خزانه پرداخت شد و متهم ردیف ۳ در سال ۱۳۸۶ اعدام شد. متهم ردیف ۲ که فراری بود در سال ۱۳۹۰ دستگیر می‌شود و سال ۱۳۹۱ حکم قصاص او هم صادر شد. این پرونده طولانی‌ترین پرونده جنایی ایران نامیده می‌شود.
شیرین سال ۱۳۷۶ از پرونده قتل دختری ۹ ساله به نام آرین گلشنی آگاه شد. «آرین» که در اثر حضانت جدا از مادرش زندگی می‌کرد در اثر شکنجه و ضربات پدر و برادر ناتنی‌اش در خانه نامادریش به قتل رسیده بود. دادگاه با وجود سابقه اعتیاد و سو مصرف مواد مخدر حضانت را به پدرش سپرده بود. پدر آرین او را در خانه حبس کرده و او را از مدرسه رفتن منع کرده بود. یک روز بعد از اینکه آرین به شدت مورد ضرب و شتم قرار گرفت، در بیمارستان بستری شد و چند ساعت بعد درگذشت.
عبادی وکالت مادر آرین را پذیرفت و یک مراسم ختم در تهران برای آرین برپا کرد تا آگاهی عمومی را دربارهٔ حقوق کودکان و محکومیت کودک‌آزاری افزایش دهد. این پرونده بازتاب جهانی داشت و سی‌ان‌ان با شیرین و مادر آرین مصاحبه کرد.
عبادی در تهیه پیش‌نویس قانون «حمایت از کودکان و نوجوانان» همکاری داشت. از نتایج بازتاب گسترده این پرونده این که در دی ماه ۱۳۸۱ قانون حمایت از کودکان و نوجوانان به تصویب رسید. در اثر تلاش‌های شیرین و دیگران، بعدها قانون حق حضانت کودکان را تا ۷ سالگی به مادر داد و بعد از ۷ سالگی در صورت تشخیص دادگاه حق حضانت به پدر داده می‌شود.

### پرونده‌های سیاسی
او وکالت خانوادهٔ تعدادی از کشته‌شدگان قتل‌های زنجیره‌ای، از جمله پروانه فروهر و داریوش فروهر (دبیرکل حزب ملت ایران) را برعهده گرفت. در جریان این قتل‌ها ده‌ها تن از روشنفکران و کنش‌گران سیاسی کشته شدند. با کشته شدن سه نویسنده مخالف حکومت و قتل فجیع فروهرها، باضربات متعدد چاقو و مثله کردن پیکرشان، در کمتر از دو ماه این پرونده به یک بحران جدی برای جمهوری اسلامی تبدیل شد، رسیدگی به این پرونده سال‌ها ادامه داشت.
عزت‌الله ابراهیم‌نژاد فردی بود که در جریان حمله تیر ماه سال ۱۳۷۸ نیروهای حکومتی به کوی دانشگاه تهران به قتل رسید. شیرین وکالت خانواده او را به صورت رایگان برعهده گرفت. سال ۱۳۷۹ در جریان تحقیق پرونده امیرفرشاد ابراهیمی، از بنیان‌گذاران و اعضای اصلی انصار حزب‌الله، به دفتر شیرین عبادی مراجعه کرد. او در مصاحبه با عبادی و محسن رهامی، وکلای پرونده، ابعادی از اقدامات گروه و ارتباطات آن با مقامات نظام را بیان کرد. شیرین با موافقت ابراهیمی مصاحبه او را در یک نوار ویدیویی ضبط می‌کند تا بعداً در دادگاه ارائه دهد. ابراهیمی در این نوار به ارتباط انصار حزب‌الله با روحانیون صاحب مقام و سران جمعیت موتلفه اسلامی اعتراف می‌کند. در اعترافاتش ادعا کرد که به علت روابط ویژه گروه‌های فشار با مراکز قدرت، از هر گونه تعقیب قضائی و مجازاتی مصون هستند. عبادی یک نسخه از نوار را به معاون وزیر کشور، مصطفی تاج‌زاده می‌دهد تا آن را به رئیس‌جمهور، سید محمد خاتمی، نشان دهد. پس از انتشار این نوار امیرفرشاد ابراهیمی به همراه شیرین عبادی و محسن رهامی وکلای دانشجویان به اتهام نشر اکاذیب و افترا دستگیر و به زندان محکوم شدند، اما همگی در دادگاه تجدید نظر تبرئه شدند. انتشار این نوار و پیشامدهای ناشی از آن به «پرونده نوارسازان» معروف شد. شیرین بعد از سه هفته با قرار وثیقه ۲۰ میلیون تومانی آزاد شد و قوه قضائیه پروانه وکالتش را تعلیق کرد.
عبادی همچنین وکالت مادر زهرا کاظمی (خبرنگار ایرانی-کانادایی) را پذیرفت. در هنگام ناآرامی‌ها و اعتراضات دانشجویی در خرداد ماه ۱۳۸۲ که منجر به دستگیری بسیاری از دانشجویان و ناراضیان دیگر در تهران شد، خانواده‌های آنان در ۲ تیر ۱۳۸۲ تجمع اعتراض آمیزی را در مقابل زندان اوین تشکیل دادند. زهرا کاظمی در این روز برای تهیه گزارش و تصویر، در این تجمع حاضر شده و اقدام به عکس‌برداری از تجمع در اطراف زندان کرد و مقابل زندان بازداشت شد و در روز ۲۰ تیر ماه در بازداشت می‌میرد. مقامات دادستانی دلیل مرگ را غش و برخورد سر با زمین و نهایتاً ضربه مغزی ذکر کردند. مرگ زهرا کاظمی با تأیید مقامات دادستانی در ۲۵ تیر اعلام می‌شود. در پی این اتفاق دولت کانادا با دلیل این که زهرا کاظمی دارای تابعیت کانادایی بوده است، دولت و مقامات قضایی ایران را تحت فشار قرار می‌دهد تا گزارش و تحقیقی جامع از این حادثه فراهم کند. گرچه سعید مرتضوی، دادستان تهران، بر تصادفی بودن مرگ وی بر اثر ضربه و خونریزی مغزی ناشی از «برخورد جسم سخت به سر یا برخورد سر به جسم سخت» پافشاری می‌کرد، شهرام اعظم، پزشک سابق و کارمند وزارت دفاع ایران پس از معاینه بدن زهرا کاظمی، اعلام نمود که علایم ضرب و شتم شدید، شکنجه و تجاوز جنسی نشان می‌دهد که او هنگام تحمل حبس به قتل رسیده است. طبق گزارش دولت ایران ضرب‌دیدگی جمجمه در هنگام بازداشت توسط وزارت اطلاعات رخ داد. در نتیجه دادگاه رسیدگی به این پرونده یکی از کارکنان عادی وزارت اطلاعات به «قتل شبه‌عمد» محکوم شد ولی با حکم دادگاه تجدید نظر تبرئه گردید.
عبادی وکیل تعدادی از چهره‌های سرشناس فرهنگی و مطبوعاتی بوده است، از جمله حبیب‌الله پیمان، عباس معروفی، سردبیر ماهنامهٔ گردون و فرج سرکوهی (سردبیر ماهنامهٔ آدینه). او در بحث پرونده بین‌المللی ایران نیز فعال است. او مهم‌ترین مسئله را در زندگی خود زمانی می‌داند که دولت جمهوری اسلامی مسئولیت قتل‌های زنجیره‌ای دهه هفتاد را برعهده گرفت. عبادی در هنگام مرور مستندات پرونده قتل‌های زنجیره‌ای نام خود را در «لیست ترور رژیم» دیده بود.

## جایزه صلح نوبل
هنگامی که شیرین برای شرکت در کنفرانسی از تهران به پاریس رفته‌بود، یکی از اعضای کمیته جایزه نوبل با او تماس گرفته و به او خبر داد که برنده جایزه صلح نوبل شده است. او خوشحال از کسب این جایزه در پاریس به خبرنگاران گفت: «این جایزه متعلق به من نیست، متعلق به همه کسانی است که برای دموکراسی و حقوق بشر در ایران فعالیت می‌کنند».
کمیته جایزه نوبل در نروژ در تاریخ ۱۰ اکتبر ۲۰۰۳ میلادی جایزهٔ صلح نوبل را به شیرین عبادی اعطا کرد. کمیتهٔ جایزه نوبل اعلام کرد که این جایزه به دلیل فعالیت‌های عبادی در زمینه حقوق بشر و ترویج مردم‌سالاری در ایران به ویژه در مورد حقوق زنان و کودکان، به وی اعطا می‌شود. در بخشی از بیانیهٔ کمیتهٔ اعطای جایزه گفته شد: «شیرین عبادی به عنوان یک وکیل، قاضی، نویسنده و فعال حقوق بشر در ایران و در خارج از مرزهای این کشور همواره با صراحت صحبت کرده است». کمیته نوبل از او تجلیل کرد که به عنوان یک فرد شجاع، خطراتی که سلامتی و جانش را تهدید می‌کردند او را از ادامه تلاش‌های خود بازنداشت.
این کمیته همچنین اظهار امیدواری کرد که دادن جایزه صلح به یک زن مسلمان ممکن است در زمانی که منطقه خاورمیانه با تحولات فاحشی روبروست جنبش اصلاحات را در ایران احیا کند. بعد از کنفرانس خبری دو نماینده از سفارت آمده و به او یک جلد قرآن هدیه دادند و سفیر در یک تماس تلفنی به او تبریک گفت.
مبلغ جایزه نقدی نوبل صلح در آن سال ۱٫۳ میلیون دلار آمریکا بود. شیرین با استفاده از این مبلغ کانون مدافعان حقوق بشر، انجمن حمایت از حقوق کودکان و کانون مشارکت در پاک‌سازی از مین را بنیان نهاد.

### واکنش‌ها به جایزه نوبل
اعطای این جایزه با استقبال گرم ایرانیان مواجه شد، هزاران نفر برای استقبال از او به فرودگاه مهرآباد رفتند، تعدادی از اعضای هیئت دولت و نمایندگان مجلس برای استقبال پای پلکان هواپیما حاضر بودند، صدها نفر سرودهای «ای ایران» و «یار دبستانی» را می‌خواندند.
عبادی می‌گوید:
| « | موسیقی غمگین ولی حماسی بود، اما زمانی که آنها به خط «دست من و تو باید این، پرده‌ها رو پاره کنه کی می‌تونه جز من و تو، درد ما رو چاره کنه؟» رسیدند، برای اولین بار پس از مدت‌ها احساس امیدواری کردم. | » |

دریافت جایزه نوبل توسط او در ایران واکنش‌های متفاوتی داشت. محافظه‌کاران ایرانی از او بخاطر نداشتن حجاب در مراسم اعطای جایزه انتقاد کردند و دادن جایزه را یک عمل سیاسی از سوی یک نهاد طرف‌دار غرب دانستند. محمد خاتمی، رئیس‌جمهور اصلاح‌طلب، هم گفت «بهتر بود ایشان[عبادی] در هنگام اعطای جایزه حجاب می‌داشتند اما زنان مسلمان در انتخاب حجاب آزادند.»
محمد خاتمی بیانیه رسمی نداد ولی پس از ۴ روز در پاسخ به سؤال خبرنگاران گفت: «من هم از موفقیت خانم عبادی خوشحال هستم.[...] برندگان جایزهٔ علمی نوبل از دانشمندان برجستهٔ جهانی هستند [...] اما جایزهٔ صلح نوبل، سیاسی‌ترین بخش جایزهٔ نوبل است.[...] امیدوارم خانم عبادی که از یک خانواده مذهبی هستند و در مصاحبهٔ خویش نیز بر مسلمان بودن خود تأکید کرده است، منافع جهان اسلام را مورد توجه قرار دهد و اجازه ندهند از این موقعیتی که به‌دست آمده، سوء استفاده‌ای بشود». اما خاتمی در مصاحبه‌ای در آذر ماه همان سال به روزنامه لو موند گفت که این جایزه «بسیار مهم» بوده است. جیمی کارتر، برنده نوبل صلح سال قبل، گفت: «عبادی برای ایران و سایر دنیا الهام‌بخش است». سازمان عفو بین‌الملل و بسیاری از فعالان حقوق بشر هم این جایزه را به شیرین تبریک گفتند.

## پس از جایزه نوبل
شیرین عبادی پس از دریافت جایزه نوبل جایزه‌هایی از کشورهای مختلف دریافت کرده است، در کشورهای مختلف سخنرانی‌های زیادی انجام داده و بارها از متهمان سیاسی در ایران دفاع کرده است. او ابتکار زنان برنده نوبل (به انگلیسی: Nobel Women's Initiative) را برای گسترش صلح، عدالت و برابری برای زنان، بنیان نهاده است.
او اکنون در خارج از ایران دوره‌های حقوق بشر را درس می‌دهد. عبادی پیش از صدور پروانه وکالتش دوره‌های حقوق بشر را در دانشگاه تهران هم درس می‌داد.
سال ۱۳۸۷ دفتر کار او، که دفتر کانون مشارکت در پاک سازی از مین و دفتر مدافعان حقوق بشر هم است، توسط نیروهای انتظامی بسته شد.
شیرین عبادی اعتراض به آنچه او کشتار مردم ایران پس از انتخابات ریاست جمهوری ایران (۱۳۸۸) نامید را در سازمان ملل مطرح کرد. پس از تصمیم اتحادیه اروپا برای اعزام هیئت به ایران، صدا و سیمای ایران در واکنش به اتحادیه اروپا اعلام کرد که این اقدام شیرین عبادی به دلیل جایزه نوبل که گرفته، بوده است.

## تهدید به مرگ
عبادی چندین بار تهدید به مرگ شده است. او در فروردین ۱۳۸۷ به خبرگزاری رویترز گفت وضعیت حقوق بشر در ایران در دو سال گذشته بدتر شده است. و دفاع از بهائیانی که در اردیبهشت ماه دستگیر شدند را پذیرفت.
عبادی در بیانیه‌ای در فروردین ۱۳۸۷ گفت: «تهدید علیه جان و امنیت من و خانواده ام که از مدت‌ها قبل شروع شده بود، اخیراً شدت گرفته است.» در این بیانیه علت تهدیدها دفاع عبادی از اقلیت بهائیان در ایران عنوان شده بود. نرگس، دختر او، در واکنش به تهدید مادرش و ادعای گرویدن او به بهائیت گفت این دروغ‌ها و فشارهای حکومت به دلیل حمایت مادرش از هفت بهائی دستگیرشده در اردیبهشت است.
عبادی در این خصوص به فرمانده نیروی انتظامی ایران شکایت کرده و خواستار پیگیری قضایی این نامه‌ها شد. متن نامه‌ها به این شرح بود:
- «شیرین عبادی مرگ تو نزدیک است» (۱۵ فروردین ۱۳۸۷)[۵۶]
- «خانم شیرین عبادی به تو گفتیم رفتار غیراسلامی و منطبق با رفتار بهائیت خود را ترک کن ولی تو به خوش رقصی برای خارجیان و بهائیان ادامه دادی. دخترت را هم در این راه وارد کردی او را خواهیم کشت که بدانی. توجه کن.» (این نوشته به امضای انجمن ضدبهائیت رسیده بود)[۵۶]
- «سرکار خانم شیرین عبادی، بارها به شما تذکر داده شده که مراقب سخنان خود باشید. چندی است که در خارج از کشور به‌رغم اغماض‌های صورت گرفته نسبت به خیانت‌های شما، اقدام به سخن پراکنی می‌نمایید برای آخرین‌بار اخطار می‌گردد تا اعمال و رفتار خود را اصلاح نمائید وگرنه انتقام خیانت به کشور و اسلام را خواهید گرفت.»[۵۶]

در همین رابطه محمود احمدی‌نژاد رئیس‌جمهور وقت ایران در نامه‌ای به فرمانده نیروی انتظامی دستور داد تا فوراً اقدام‌های لازم را برای تأمین امنیت و رفع نگرانی عبادی انجام دهد. عبادی در مصاحبه با زوددویچه تسایتونگ گفته است: «... و من پس از انجام وظایف کاری به عنوان یک وکیل و همچنین زمانی که در عرصه حقوق بشر فعال شدم، نامم در لیست مرگ رژیم قرار گرفت. [...] به‌طور اتفاقی. من با همکاران وکیلم در حال بررسی موضوع قتل نیروهای اپوزیسیون در ایران بودیم که ناگهان اسم خودم را در لیست ترورهای آینده مشاهده کردم. مسئولان دقت نکرده بودند که اسم من را از لیست موجود در پرونده پاک بکنند. لیست به امضاء وزیر اطلاعات وقت آقای قربانعلی دری نجف‌آبادی مزین است. پس از انتشار لیست مذکور و آغاز اعتراضات زیاد ایشان چاره‌ای جز استعفا نداشت.»

## ضبط اموال و جایزه‌ها
نسرین ستوده، وکیل شیرین عبادی در ۳۰ مارس ۲۰۰۹ میلادی، در مصاحبه‌ای با رادیو فردا اعلام کرد که «اموال و دارایی‌های شیرین عبادی به دلیل «عدم پرداخت مالیات» برای دریافت «جایزه صلح نوبل» و «همچنین «سخنرانی در کشورهای خارجی» به مبلغ پانصد میلیون تومان، در ایران توقیف شده و خانم عبادی ممنوع‌المعامله گشته است». این درحالی‌است که در ایران جایزه‌ها از مالیات معافند.
مأموران جمهوری اسلامی در تاریخ ۵ آذر ۱۳۸۸ مدال نوبل صلح شیرین عبادی را از صندوق امانات بانکی او در ایران برداشته و مصادره کردند. او همچنین گفت که جوایز در قانون مشمول مالیات نمی‌شوند.
دادسرای انقلاب بدون اینکه پرونده‌ای موجود باشد و اتهامی متوجه من باشد دستور داده که کلیه حسابهای شخصی من و حساب مربوط به کانون مدافعان حقوق بشر را مسدود کرده‌اند و همچنین صندوق امانات بانکی را توقیف کرده‌اند که در آن جایزه نوبل، مدال لژیون دونور و همین‌طور چند جایزه دیگری که من گرفته بودم در آن بود که همه را به این ترتیب از دست دادم.— شیرین عبادی، بی‌بی‌سی فارسی
وزارت خارجه نروژ با احضار کاردار ایران در اسلو به شدت نسبت به این عمل اعتراض کرد. وزیر خارجه نروژ گفت «این نخستین بار از زمان آغاز اعطای جایزه نوبل در بیش از یکصد سال پیش است که دولت یک کشور جایزه صلح نوبل یکی از برندگان را مصادره می‌کنند.»، دولت ایران بعداً مدال و دیپلم صلح نوبل را برگرداند.

## برنامه تلویزیون ایران علیه عبادی
روز پنج‌شنبه ۲۰ خرداد ۱۳۸۹ در برنامه تلویزیونی بیست و سی، فیلمی دربارهٔ شیرین عبادی پخش شد که در بخش‌هایی از آن، جواد توسلیان همسر عبادی حرف‌هایی علیه عبادی گفت.
نرگس توسلیان، دختر خانواده، دربارهٔ اعتراف‌های پدرش در فیلم، نامه‌ای نوشت و آن‌ها را ناشی از فشار مأموران امنیتی دانست.
پیش‌تر، جواد توسلیان که عضو هیئت مدیره شرکت خانه‌سازی، وابسته به سازمان تأمین اجتماعی بوده است بدون هیچ دلیلی از عضویت در هیئت مدیره این سازمان اخراج شده بود.
عبادی از فشار نیروهای امنیتی بر خانواده‌اش خبر داده بود.
عبادی در مراسمی در فرانسه، این اعتراف‌ها را مربوط به هشت ماه قبل که همسرش بازداشت بوده، دانست و آن‌ها را ساختگی نامید.
در نتیجه رخ‌دادهایی که منجر به ساخت این برنامه شد عبادی از همسرش جدا شد. شیرین در بخشی از کتاب «تا آزادی» شرح داده که چگونه وزارت اطلاعات جمهوری اسلامی با استفاده از علاقه همسر سابق عبادی به یک زن دیگر، او را در دام انداخته و از خصوصی‌ترین لحظات این دو نفر فیلم‌برداری کرده است و وی را به خیانت متهم می‌کنند، سپس دادگاه شوهرش را به دلیل زنا به سنگسار محکوم می‌کند. مسئول پرونده به شوهرش می‌گوید که تنها راه اجرا نشدن حکم مرگ آن است که متنی را علیه شیرین جلوی دوربین اجرا کند. این متن، خانم عبادی را عامل بیگانگان، و جایزه صلح نوبل او را ابزاری برای براندازی معرفی می‌کند. بعداً، در دادگاهی دیگر، حکم مرگ او لغو و به پرداخت جریمه ای صد هزار تومانی محکوم می‌شود. شیرین این رخ‌دادها را «خنجر از پشت» تعبیر می‌کند. برخی منتقدان اینکه عبادی بدون واهمه از قضاوت‌های رایج در جامعه ایرانی دربارهٔ رویدادهای پشت پرده این برنامه افشاگری می‌کند را شجاعانه دانسته و او را تحسین کرده‌اند.

## فعالیت‌های اجتماعی
- هدایت چندین پروژهٔ تحقیقاتی برای دفتر یونیسف تهران
- تأسیس انجمن حمایت از حقوق کودکان در سال ۱۳۷۴. عبادی تا سال ۱۳۷۹ مسوولیت انجمن را بر عهده داشت و پس از آن به عنوان مشاور حقوقی با انجمن همکاری می‌کند. این انجمن در حال حاضر بیش از ۵۰۰ عضو فعال دارد.
- تدریس رایگان حقوق کودک و حقوق بشر در دوره‌های مختلف دانشگاهی
- تأسیس و ریاست کانون مدافعان حقوق بشر به همراه چهار وکیل مدافع در سال ۱۳۸۰. کانون مدافعان حقوق بشر طبق اساسنامه خود موظف به «دفاع رایگان از متهمان عقیدتی و سیاسی»، «حمایت از خانواده‌های زندانیان سیاسی و عقیدتی» و «گزارش دهی منظم و مستمر در موارد نقض حقوق بشر در ایران» است.
- چندین سخنرانی در کنفرانس‌های دانشگاهی و علمی و سمینارهای حقوق بشر در کشورهای ایران، فرانسه، بلژیک، سوئد، سوئیس، انگلستان و آمریکا
- پیشنهاد تصویب قانون منع خشونت علیه کودکان به مجلس شورای اسلامی در تابستان ۱۳۸۱
- ناظر رسمی دیده‌بان حقوق بشر، سال ۱۹۹۶ میلادی

### پیمان دادخواهی
اسفند ۱۴۰۱، شیرین عبادی و ۸۲ تن دیگر از کنشگران عرصه دادخواهی، با امضای «پیمان دادخواهی» در راستای ساخت مبنایی برای «همبستگی» در پیشبرد «جنبش زن، زندگی، آزادی»، بر اصولی مانند نفی خشونت و برقراری عدالت و حقیقت، عهد بستند. این گروه، امضا کرده‌اند که برای فردای ایران به اصولی پایبندند که بخشی از تمامی کنوانسیون‌ها و میثاق‌های جهانی ناظر بر رعایت حقوق‌بشر است.
نرگس محمدی، حامد اسماعیلیون، آتش شاه‌کرمی، اکرم نقابی، شهناز اکملی، پرستو فروهر، مهرانگیز کار، شکوفه یداللهی، کیوان صمیمی، نسرین ستوده، ایرج مصداقی، رضا معینی و عفت ماهباز از دیگر امضاکنندگان این پیمان‌نامه هستند.

## جایزه‌ها و افتخارات
1. انتخاب کتاب حقوق کودک (به نویسندگی عبادی) به عنوان کتاب برگزیدهٔ سال از سوی وزارت فرهنگ و ارشاد اسلامی
2. جایزه حقوق بشر بنیاد رافتو به دلیل فعالیت در زمینهٔ حقوق بشر، نروژ، سال ۲۰۰۱ میلادی
3. جایزهٔ صلح نوبل، سال ۲۰۰۳ میلادی
4. مدال لژیون دونور فرانسه، سال ۲۰۰۶[۷۰]
5. جایزه منهایی کشور کره جنوبی، ۲۰۰۹
6. جایزه حقوق بشر فلیکس ارماکورا، اتریش، ۲۰۱۰[۷۱][۷۲]
7. جایزه ویژه شهر بن در بزرگداشت دموکراسی، آلمان، ۲۰۱۰[۷۳]
8. جایزه ولفگانگ فریدمن از دانشکده حقوق دانشگاه کلمبیا، آمریکا، ۲۰۱۳[۷۴]

### مدرک‌های افتخاری
1. دریافت دکتری افتخاری در رشته حقوق از کالج ویلیامز (۲۰۰۴ میلادی)[۷۵]
2. دریافت دکتری افتخاری در رشته حقوق از دانشگاه مارکوت (۲۰۰۹ میلادی)[۷۶]
3. دریافت دکتری افتخاری در رشته حقوق از دانشگاه کمبریج (۲۰۱۱ میلادی)[۷۷]
4. دریافت دکتری افتخاری از دانشگاه لندن (۲۰۱۲ میلادی)
5. دریافت دکتری افتخاری از انجمن حقوق انتاریو (۲۰۱۲ میلادی)[۷۸]

### نام‌گذاری خیابانی در فرانسه
در تاریخ ۱۶ مارس ۲۰۱۱ میلادی، یکی از خیابان‌های شهر پواتیه در فرانسه تغییر نام یافت و به نام «شیرین عبادی»، فعال حقوق بشر ایرانی و برنده جایزه صلح نوبل نام‌گذاری شد. شهر پواتیه در نزدیکی پاریس واقع شده است و دومین شهر با اهمیت دانشگاهی در این کشور محسوب می‌شود.